# TRFコーク・イントゥ・ザ・グルーヴ
TRFコーク・イントゥ・ザ・グルーヴ（ティーアールエフコークイントゥザグルーヴ）は、TOKYO FM系列で放送されたラジオ番組。当初は土曜日午前10:30からの30分番組で、後に土曜日午後10:00（22:00）からの55分番組に拡大された。
元々は最新のトレンド情報を伝える情報番組だったが、放送時間の移動とともに番組の方向性は大きく変わった。番組内では多くのダンスミュージックが洋楽邦楽問わず放送された。

## コーナー
流行りもの研究会番組開始当初のコンセプト通りのコーナー。リスナーから寄せられる最新のトレンド情報を紹介するコーナーだったが、次第に人気薄コーナーとなり、放送回数は減少していった。
悪魔君いらっしゃい身の回りにいる「悪魔な人物」のエピソードを紹介するコーナー。番組名物である「くるくるキャー劇場（YU-KIが、着物の帯をクルクルする殿様と脱がされる姫を演じた、セクシー妄想系一人芝居）」が生まれた。この一人芝居が、後のYU-KIの声優としての活動に繋がった。
隣のお姉さん、教えて！身近なところにある素朴な疑問を解決するコーナー。YU-KI姉さんのエッチな台詞が堪能出来た。母の日には特別コーナー「隣のお母さん、教えて！」もOAされたが、BGMは「おじいちゃんの玉袋」に近かった。
サバイバル・ざんす身の回り起こった「サバイバル」な話を紹介するコーナー。
オーバーナイト先生
ドクター・コーの愛の診断室DJ KOO扮するドクター・コーと、YU-KI扮するナース北村（ナース井手のキャラのもじり）による恋愛相談コーナー。BGMの人気が高かった。
愛のサンダーバード DJ KOO出動！！YU-KIが「愛のサンダーバード DJ KOO出動！！」と言うと、DJ KOOが「ラジャー！！」と応えることでコーナーがスタートする。たまに暴走して「ブラジャー！！」と応えた。DJ KOOによる恋愛相談コーナーで、紹介されたナンパのテクニックは、実際に渋谷などで使われたとか。
おじいちゃんの玉袋「おばあちゃんの知恵袋」の発展形として、おじいちゃんの持っている知識・経験を後世に伝えてゆくことを目的としたコーナー。
脱ぐトラクイズYU-KIとDJ KOOがクイズ（主に往年のお笑いギャグの主を当てる「クイズ・あなたのお名前なんて〜の？」）で対決し、負けたら服を一枚ずつ脱いでいくという脱衣系クイズ。ラジオなので実際に脱いでいるかは定かではない。司会はTFMアナウンサーの木村達彦。

## ゲスト出演者
- SAM、ETSU、CHIHARU - TRFのメンバーであるが、出演したのは1回だけだった。
- 小室哲哉 - HEY!HEY!HEY! MUSIC CHAMP（フジテレビ系）などでタレント性を身につける以前の貴重な声が聴けた。
- 加藤茶 - 100回記念のスペシャルゲストとして登場。
- 松たか子 - 3周年の時にゲストで登場。
- 林原めぐみ - YU-KIがエルマーの冒険で共演したということでゲスト出演した。